# Märkische Baugenossenschaft
Die Gemeinnützige Märkische Baugenossenschaft Berlin e.G. in Berlin ist eine Wohnungsbaugenossenschaft in Berlin. Sie wurde 1924 gegründet. Sie hat etwa 1900 Mitglieder und einen Bestand von 1500 Wohnungen. Das Unternehmen erlangte als Fallbeispiel für eine mögliche Nachschusspflicht nach § 73 Genossenschaftsgesetz bundesweite Aufmerksamkeit.

## Wirtschaftliche Krise
Der diplomierte Politologe Diethard Hasler war von 1972 bis zum 27. Juni 2002 Geschäftsführer des Unternehmens. Die wirtschaftliche Situation der Genossenschaft war lange Zeit unter anderem aufgrund der öffentlichen Förderungen sehr gut, so betrug 1991 das verfügbare Eigenkapital mehr als 17 Mio. DM bei einer Eigenkapitalquote von 27,5 %. Man begann, eine Unternehmenspolitik nach den Prinzipien des freien Markts zu versuchen. 
Im Jahre 1993 beschloss Hasler ein für das Unternehmen verhängnisvolles Prestigeobjekt. In Glienicke wurde ein luxuriöser Komplex ("Glienicker Spitze") mit 177 Wohnungen errichtet mit geplanten Mieten von 20 DM/m². Das Bauvorhaben geriet mit 60 Mio. DM um 20 Mio. DM teurer als ursprünglich geplant, während das Gebäude bei der Fertigstellung nur einen Verkehrswert von 36 Mio. DM besaß.
Im Jahre 2001 fiel das Eigenkapital unter 5 Mio. DM, bei einer Quote von 2,5 %. Die Weberbank Privatbankiers KGaA kündigte die Darlehen, weil sie vom Geschäftsführer nicht den Jahresabschluss 2000 ausgehändigt bekam. Hasler ließ sich vom Aufsichtsrat für weitere 5 Jahre bestätigen, erst danach teilte er ihm diese Situation mit, was der Aufsichtsrat hinnahm. 
Am 23. September 2002 kündigte die Landesbank Berlin den Kontokorrentkredit in Höhe von rund 3 Mio. Euro. Die Baugenossenschaft wurde bis zum 11. Oktober 2002 insolvent: Am 23. Oktober 2002 erklärte Hasler der Genossenversammlung, das Opfer einer Bankenintrige geworden zu sein.
Etwa vierhundert Genossen traten aus der Genossenschaft wegen wirtschaftlicher Bedenken aus. Bei den Märkischen Baugenossen bestand jedoch satzungsgemäß die Nachschusspflicht in Höhe des Geschäftsanteils, so dass nicht nur die Wertlosigkeit des bisherigen Anteils, sondern eine Nachzahlpflicht zu befürchten war. Zugleich erhöhte man für neueintretende Mitglieder die Pflichtanteile auf 15. Bei 15 Anteilen à 400 DM resultierte für diese eine spätere mögliche Nachschusspflicht von insgesamt 6.000 DM. Das Geschäftsjahr 2002 wies einen Fehlbetrag von rund 13 Mio. Euro aus.
Am 27. Juni 2002 trat Diethard Hasler zurück und erhielt seine Bezüge bis Jahresende weiter (bei einem Jahresgehalt von 250.000 Euro). Zur Wiedererlangung der Liquidität wurde noch 2002 Wohnraum für 3,9 Millionen Euro veräußert, es folgten weitere Verkäufe. Die Anzahl der Pflichtanteile wurde inzwischen wieder deutlich gesenkt.

## Rechtsstreitigkeiten
Die Nachschusspflicht wird momentan nur gegenüber denjenigen Genossen geltend gemacht, die ausscheiden. Nach Meinung des Verbandes der Betroffenen besteht eine Nachzahlpflicht nur im Falle der Insolvenz. Eine der ersten Gerichtsverhandlungen gegen ein ehemaliges Genossenschaftsmitglied fand am 23. November 2005 statt. Am 12. April 2006 wurde ein ehemaliges Genossenschaftsmitglied von der Richterin verurteilt, 3.075 Euro nachzuschießen und die Gerichts- und Anwaltskosten zu übernehmen. In der Sache entschied der Bundesgerichtshof im Oktober 2008, dass die Nachschusspflicht für ausscheidende Genossen unabhängig von einer Insolvenz bestehe.
Kritiker vermuten, dass es zu dieser Krise nicht gekommen wäre, wenn es in Baugenossenschaften allgemein bessere Kontroll- und Aufsichtsstrukturen gäbe.